# Golf na OI 2016.
Golf na OI 2016. u Rio de Janeiru održavavao se od 11. do 20. kolovoza na terenu Campo Olímpico de Golfe. Ukupno je sudjelovalo 60 muškaraca i 60 žena iz 41 zemlje. To je bilo prvo pojavljivanje golfa na Olimpijskim igrama nakon olimpijade u St. Louisu 1904. godine.

## Osvajači odličja

#### Muškarci
| Kategorija           | Zlato                              | Srebro                 | Bronca          |
| Muškarci pojedinačno | Justin Rose Ujedinjeno Kraljevstvo | Henrik Stenson Švedska | Matt Kuchar SAD |

#### Žene
| Kategorija       | Zlato                   | Srebro               | Bronca                |
| Žene pojedinačno | Inbee Park Južna Koreja | Lydia Ko Novi Zeland | Shanshan Feng NR Kina |